# سيف الدين غازي
سيف الدين غازي (ولد 509هـ توفي 544هـ)هو غازي بن عماد الدين زنكي الابن الأكبر لعماد الدين زنكي. خلف أبوه في إمارة الموصل بعد أن قتل أثناء حصاره لقلعة جعبر. و أصبح وليا على الموصل بينما أخوه نور الدين زنكي أصبح واليا على أعمال حلب. تميزت العلاقة بينهما بالتفاهم. كان خيرا، صالحا، محبا للعلم مكرما لأهله، كريما، شجاعا، عاقلا. بنى بالموصل مدرسة (الأتابكية) ووقفها على فقهاء الحنفية والشافعية، وبنى رباطا للصوفية. لم تطل أيامه فقد أصيب بمرض حاد، لم ينفع فيه العلاج. وبعد وفاته ولي أخوه قطب الدين مودود على الموصل